# Jonathan Santlofer
Jonathan Santlofer, né en 1946 à New York, est un artiste-peintre et un écrivain américain, auteur de roman policier.

## Biographie
Né à New York, il amorce ses études supérieures à l'université de Boston, où il obtient un baccalauréat en beaux-arts, avant de rentrer dans sa ville natale pour décrocher une maîtrise en beaux-arts de l'Institut Pratt de Brooklyn. 
En 2002, il publie son premier roman, Scènes de crimes (The Death Artist). C'est le premier volume d'une série consacrée à Kate McKinnon, une ancienne policière du New York City Police Department devenue docteur en histoire de l'art, et qui se trouve mêlée à une affaire criminelle.
En 2007, avec Anatomy of Fear, il commence une autre série policière ayant cette fois pour héros Nate Rodriguez, un dessinateur de la police de New York. Pour ce roman, il est lauréat du prix Nero 2008.
Ses nouvelles sont publiées dans de nombreuses collections et magazines, dont le Ellery Queen's Mystery Magazine.
Également illustrateur et artiste-peintre, Jonathan Santlofer a produit des œuvres aujourd'hui exposées au Metropolitan Museum of Art, à l'Institut d'art de Chicago et au Norton Simon Museum.

## Œuvre

### Romans

#### SérieKate McKinnon
- The Death Artist (2002) Publié en français sous le titre Scènes de crimes, Paris, Flammarion, coll. « Flammarion noir », 2003  (ISBN 2-08-068328-4)
- Color Blind (2004)
- The Killing Art (2005)

#### SérieNate Rodriguez
- Anatomy of Fear (2007)
- The Murder Notebook (2008)

#### SérieJohn Washington Smith
- The Last Mona Lisa (2021)
  - L'Héritage Mona Lisa, Le Cherche midi (2023)
- The Lost Van Gogh (2024)
  - La Conspiration Van Gogh (2024)

#### Autres romans
- No Rest for the Dead (2011) (coécrit avec Jeff Abbott, Lori Armstrong, David Baldacci, Sandra Brown, Thomas H. Cook, Jeffery Deaver, Diana Gabaldon, Tess Gerritsen, Andrew F. Gulli, Lamia Gulli, Peter James, J. A. Jance, Faye Kellerman, Raymond Khoury, John Lescroart, Jeff Lindsay, Gayle Lynds (en), Alexander McCall Smith, Phillip Margolin, Michael Palmer, T. Jefferson Parker, Matthew Pearl, Kathy Reichs, Marcus Sakey, Lisa Scottoline, R. L. Stine et Marcia Talley)
- Inherit the Dead (2013) (coécrit avec C. J. Box, Lee Child, Mary Higgins Clark, John Connolly, Charlaine Harris et Lisa Unger)

### Nouvelles
- Richie and the Rich Bitch (2011)
- What's in a Name? (2011)
- The Muse (2012)
- Masterpiece (2013)
- The Last Toke (2013)
- Party Girls (2013)

## Prix et distinctions

### Prix
- Prix Nero 2008 pour Anatomy of Fear[1]